# Grand Prix Německa 1974
Grand Prix Německa 1974 (oficiálně XXXVI Großer Preis von Deutschland) se jela na okruhu Nürburgring v Nürburgu v Německu dne 4. srpna 1974. Závod byl jedenáctým v pořadí v sezóně 1974 šampionátu Formule 1.

## Kvalifikace
| Poř. | No. | Jezdec               | Konstruktér       | Čas     | Ztráta   |
| ---- | --- | -------------------- | ----------------- | ------- | -------- |
| 1    | 12  | Niki Lauda           | Ferrari           | 7:00.80 | —        |
| 2    | 11  | Clay Regazzoni       | Ferrari           | 7:01.10 | +0.30    |
| 3    | 5   | Emerson Fittipaldi   | McLaren-Ford      | 7:02.30 | +1.50    |
| 4    | 3   | Jody Scheckter       | Tyrrell-Ford      | 7:03.40 | +2.60    |
| 5    | 4   | Patrick Depailler    | Tyrrell-Ford      | 7:06.20 | +5.40    |
| 6    | 7   | Carlos Reutemann     | Brabham-Ford      | 7:07.20 | +6.40    |
| 7    | 6   | Denny Hulme          | McLaren-Ford      | 7:08.80 | +8.00    |
| 8    | 1   | Ronnie Peterson      | Lotus-Ford        | 7:09.00 | +8.20    |
| 9    | 2   | Jacky Ickx           | Lotus-Ford        | 7:09.10 | +8.30    |
| 10   | 19  | Jochen Mass          | Surtees-Ford      | 7:09.80 | +9.00    |
| 11   | 16  | Tom Pryce            | Shadow-Ford       | 7:09.90 | +9.10    |
| 12   | 33  | Mike Hailwood        | McLaren-Ford      | 7:10.10 | +9.30    |
| 13   | 24  | James Hunt           | Hesketh-Ford      | 7:10.40 | +9.60    |
| 14   | 28  | John Watson          | Brabham-Ford      | 7:10.51 | +9.71    |
| 15   | 14  | Jean-Pierre Beltoise | BRM               | 7:10.53 | +9.73    |
| 16   | 20  | Arturo Merzario      | Iso-Marlboro-Ford | 7:11.20 | +10.40   |
| 17   | 8   | Carlos Pace          | Brabham-Ford      | 7:12.70 | +11.90   |
| 18   | 17  | Jean-Pierre Jarier   | Shadow-Ford       | 7:14.90 | +14.10   |
| 19   | 26  | Graham Hill          | Lola-Ford         | 7:15.50 | +14.70   |
| 20   | 9   | Hans Joachim Stuck   | March-Ford        | 7:16.00 | +15.20   |
| 21   | 21  | Jacques Laffite      | Iso-Marlboro-Ford | 7:17.60 | +16.80   |
| 22   | 22  | Vern Schuppan        | Ensign-Ford       | 7:20.81 | +20.01   |
| 23   | 10  | Vittorio Brambilla   | March-Ford        | 7:20.88 | +20.08   |
| 24   | 15  | Henri Pescarolo      | BRM               | 7:20.90 | +20.10   |
| 25   | 18  | Derek Bell           | Surtees-Ford      | 7:22.00 | +21.20   |
| DNQ  | 32  | Ian Ashley           | Token-Ford        | 7:24.60 | +23.80   |
| DNQ  | 37  | François Migault     | BRM               | 7:26.30 | +25.50   |
| DNQ  | 23  | Tim Schenken         | Trojan-Ford       | 7:29.10 | +28.30   |
| DNQ  | 27  | Guy Edwards          | Lola-Ford         | 7:31.50 | +30.70   |
| DNQ  | 30  | Larry Perkins        | Amon-Ford         | 7:36.20 | +35.40   |
| DNQ  | 30  | Chris Amon           | Amon-Ford         | 8:26.20 | +1:25.40 |
| DNQ  | 25  | Howden Ganley        | Maki-Ford         | —       | —        |

## Závod
| Poř.   | No. | Jezdec               | Konstruktér       | Počet kol | Čas/Odstoupení    | Pořadí na startu | Body |
| ------ | --- | -------------------- | ----------------- | --------- | ----------------- | ---------------- | ---- |
| 1      | 11  | Clay Regazzoni       | Ferrari           | 14        | 1:41:35.0         | 2                | 9    |
| 2      | 3   | Jody Scheckter       | Tyrrell-Ford      | 14        | + 50.7            | 4                | 6    |
| 3      | 7   | Carlos Reutemann     | Brabham-Ford      | 14        | + 1:23.3          | 6                | 4    |
| 4      | 1   | Ronnie Peterson      | Lotus-Ford        | 14        | + 1:24.2          | 8                | 3    |
| 5      | 2   | Jacky Ickx           | Lotus-Ford        | 14        | + 1:25.0          | 9                | 2    |
| 6      | 16  | Tom Pryce            | Shadow-Ford       | 14        | + 2:18.1          | 11               | 1    |
| 7      | 9   | Hans Joachim Stuck   | March-Ford        | 14        | + 2:58.7          | 20               |      |
| 8      | 17  | Jean-Pierre Jarier   | Shadow-Ford       | 14        | + 3:25.9          | 18               |      |
| 9      | 26  | Graham Hill          | Lola-Ford         | 14        | + 3:26.4          | 19               |      |
| 10     | 15  | Henri Pescarolo      | BRM               | 14        | + 4:17.7          | 24               |      |
| 11     | 18  | Derek Bell           | Surtees-Ford      | 14        | + 5:17.7          | 25               |      |
| 12     | 8   | Carlos Pace          | Brabham-Ford      | 14        | + 6:26.3          | 17               |      |
| 13     | 10  | Vittorio Brambilla   | March-Ford        | 14        | + 8:43.1          | 23               |      |
| 14     | 32  | Ian Ashley           | Token-Ford        | 13        | + 1 kolo          | 26               |      |
| 15     | 33  | Mike Hailwood        | McLaren-Ford      | 12        | Nehoda            | 12               |      |
| Ret    | 19  | Jochen Mass          | Surtees-Ford      | 10        | Motor             | 10               |      |
| Ret    | 24  | James Hunt           | Hesketh-Ford      | 10        | Převodovka        | 13               |      |
| Ret    | 4   | Patrick Depailler    | Tyrrell-Ford      | 5         | Nehoda            | 5                |      |
| Ret    | 20  | Arturo Merzario      | Iso-Marlboro-Ford | 5         | Klapka            | 16               |      |
| Ret    | 14  | Jean-Pierre Beltoise | BRM               | 4         | Palivový systém   | 15               |      |
| Ret    | 22  | Vern Schuppan        | Ensign-Ford       | 4         | Převodovka        | 22               |      |
| Ret    | 5   | Emerson Fittipaldi   | McLaren-Ford      | 2         | Zavěšení          | 3                |      |
| Ret    | 21  | Jacques Laffite      | Iso-Marlboro-Ford | 2         | Zavěšení          | 21               |      |
| Ret    | 28  | John Watson          | Brabham-Ford      | 1         | Zavěšení          | 14               |      |
| Ret    | 12  | Niki Lauda           | Ferrari           | 0         | Nehoda            | 1                |      |
| DSQ    | 6T  | Denny Hulme          | McLaren-Ford      | 0         | Diskvalifikován   | 7                |      |
| DNQ    | 37  | François Migault     | BRM               |           |                   |                  |      |
| DNQ    | 23  | Tim Schenken         | Trojan-Ford       |           |                   |                  |      |
| DNQ    | 27  | Guy Edwards          | Lola-Ford         |           |                   |                  |      |
| DNQ    | 30  | Larry Perkins        | Amon-Ford         |           |                   |                  |      |
| DNQ    | 30  | Chris Amon           | Amon-Ford         |           |                   |                  |      |
| DNQ    | 25  | Howden Ganley        | Maki-Ford         |           | Nehoda v tréninku |                  |      |
| Zdroj: |     |                      |                   |           |                   |                  |      |

## Průběžné pořadí po závodě
Pohár jezdců
| Pořadí | Jezdec             | Body |
| ------ | ------------------ | ---- |
| 1      | Clay Regazzoni     | 44   |
| 2      | Jody Scheckter     | 41   |
| 3      | Niki Lauda         | 38   |
| 4      | Emerson Fittipaldi | 37   |
| 5      | Ronnie Peterson    | 22   |
| Zdroj: |                    |      |

Pohár konstruktérů
| Pořadí | Konstruktér  | Body    |
| ------ | ------------ | ------- |
| 1      | Ferrari      | 57      |
| 2      | McLaren-Ford | 49 (51) |
| 3      | Tyrrell-Ford | 45      |
| 4      | Lotus-Ford   | 29      |
| 5      | Brabham-Ford | 15      |
| Zdroj: |              |         |